# Maria Trulls i Algué
Maria Trulls i Algué (Prats de Lluçanès, Osona, 5 de febrer de 1861 - Igualada, Anoia, 7 de desembre de 1933), fou una pensadora i escriptora catalana, que va viure els processos de canvis polítics i socials de finals del segle xix i principis del segle xx i fou, ella mateixa, un exemple de superació.
Va passar la seva infantesa a Esparreguera. A les seves Obras completas s'inclouen els poemes escrits en castellà, Desde mi encierro, i en català, Les meves filles. És en aquesta obra on es pot trobar la biografia de l'autora. Va escriure relats curts i nombrosos poemes, alhora que col·laborà en diversos diaris.
Lliurepensadora i de formació autodidacta, va néixer en una família humil, filla d'Antònia Algué i Casahuga i Pere Trulls i Tort. Als catorze mesos sofrí una paràlisi que la deixà impossibilitada i no pogué anar a l'escola. No obstant això, va aprendre a llegir als cinc anys, i a escriure als catorze, gràcies a la seva mare. A casa no podien comprar cap llibre per les dificultats econòmiques que passaven i l'autora llegia tot allò que li feien arribar amics i veïns.
Va créixer en un ambient amb poca formació, on sovint se sentia incompresa. El pare li comprà un número de La Campana de Gràcia i li ensenyà postulats de llibertat i justícia. A més, li inculcà el cristianisme i el coneixement dels evangelis. Als setze anys descobrí la Biblia, i a partir d'aquest moment començà amb llibres religiosos, fins que un dia el pare li feu arribar La economia de la vida humana, un llibre de moral que la influencià en gran manera.
Va fusionar les idees republicanes transmeses pel seu pare amb aspectes de la Bíblia i treballs de divulgació científica. La preocupava la situació social de la dona i publicà articles a La Conciencia Libre, revista feminista editada per dones, entre les quals es trobava Concepción Arenal. Trulls també col·laborà a El Igualadino (diari de tendència republicana editat per la Unió Republicana), El Ateneo, Igualada Radical, La Iconoclasta (publicació lliurepensadora i anticlerical de 1909), i L'Ateneu. Freqüentment debatia amb altres col·laboradors de la premsa local d'ideologia més conservadora.
A l'editorial d'El Igualadino, núm. 1, del dotze de juny de l'any 1904, l'autora escrivia “Ventajas de la Instrucción” sobre el seu pensament quant a l'educació, en un moment en el qual l'escolarització universal no s'havia establert i els seguidors de Ferrer i Guàrdia treballaven per la institucionalització de la formació i instrucció dels infants.
El maig de 1908, als 42 anys, es casà civilment amb un empleat de correus de 24 anys, amb qui la unia una llarga amistat i una coincidència ideològica comuna, Aurelio Rubio del Hoyo, que l'any 1934 s'encarregaria d'editar les seves poesies i prologar-li el llibre.
L'Ajuntament d'Igualada, on visqué i morí, i també el de Prats de Lluçanès, on havia nascut, li han dedicat sengles carrers.

## Obra
- Trulls i Algué, Maria. Obras completas.  Igualada: Miranda, 1934, p. 474 p..